# Флаг сельского поселения Отрадненское (Московская область)
Флаг сельского поселения Отра́дненское — официальный символ сельского поселения Отрадненское Красногорского муниципального района Московской области Российской Федерации.
Флаг утверждён 13 декабря 2006 года и внесён в Государственный геральдический регистр Российской Федерации с присвоением регистрационного номера 3343.
Флаг сельского поселения составлен на основании герба сельского поселения Отрадненское по правилам и традициям геральдики и отражает исторические, культурные, социально-экономические, национальные и иные местные традиции.

## Описание
«Прямоугольное красное полотнище с соотношением ширины к длине 2:3, воспроизводящее в центре фигуру из гербовой композиции: вверху — белое кольцо в 3/5 ширины полотнища, заполненное синим и внизу — жёлтую фигуру ладьи с носовым украшением в виде конское головы и развивающимся вправо подобным крылу вымпелом, поставленную на четыре золотых диска в 3/7 ширины полотнища».

## Обоснование символики
В основу композиции флага сельского поселения положены исторические особенности.
Красный цвет полотнища символизирует мужество, жизнеутверждающую силу, труд, самоотверженность, жизнь, а также кровь, пролитую местными жителями в борьбе за независимость нашей Родины, начиная с образования самостоятельного Московского княжества.
В XIII—XIV веках территория Отрадненского служила оборонительным рубежом, прикрывавшим слабую ещё столицу от враждебных тверских князей и Литовского княжества. Подтверждением этому служит память о воеводах Сабуре и Дуды, сохранившаяся в названии деревни Сабурово и бывшей деревни Дудино. В 1812 году территория Отрадненского оказалась в районе военных действий между французами и отрядами русской армии, прикрывавшей по приказу М. И. Кутузова дорогу на Петербург. Одно из таких сражений произошло в нескольких верстах от деревни Марьино. Осенью 1941 года, когда фашистские войска рвались к Москве, воинские формирования 16-й армии, которой командовал К. К. Рокоссовский, в ожесточенных боях остановили врага. В эти дни штаб 16-й армии располагался в деревне Коростово. В память о погибших в Великой Отечественной войне местных жителях поставлены памятники в деревнях Марьино, Коростово, Сабурово, Путилково.
Золотая ладья на катках под парусом символизирует древний торговый путь, проходивший по речке Всходне (ныне — Сходня). Старинное название этой быстрой и бурливой речки на протяжении многих веков сохраняло память о тех временах, когда военные отряды великого князя с собранной данью и заезжие торговцы «всходили» вверх по её течению, а в некоторых местах тянули за собой волоком, тяжело груженые лодки, чтобы затем по реке Клязьме доставить свой груз в стольный город Владимир.
Голова ладьи аллегорически показывает, что на территории сельского поселения Отрадненское производилась рысистая порода лошадей.
Крыло показывает связь с районом Отрадное города Москвы: крыло райской птицы взято из герба Отрадного.
Жёлтый цвет (золото) — символ высшей ценности, богатства, величия, постоянства, прочности, силы, великодушия, интеллекта и солнечного света.
Круг — символ единства, вечности, аллегорически показывает непрерывное движение жизни. Кроме этого лазоревый круг символизирует водные артерии поселения — речки Синичку и Сходню. Круг также схож с начальной буквой наименования поселения.
Синий цвет (лазурь) — символ возвышенных устремлений, мышления, искренности и добродетели.
Белый цвет (серебро) — символ веры, чистоты, искренности, чистосердечности, благородства.